# لوری بیچمن
لوری بیچمن (انگلیسی: Laurie Beechman; ۴ آوریل ۱۹۵۳ – ۸ مارس ۱۹۹۸) خواننده اهل ایالات متحده آمریکا بود. وی بین سال‌های ۱۹۷۷ تا ۱۹۹۸ میلادی فعالیت می‌کرد.